# Podcasting
A podcasting technológia lehetővé teszi digitális hang-, videó- és más állományok sorozatszerű közzétételét az interneten, úgy, hogy a felhasználók feliratkozhatnak az adott műsor epizódjait tartalmazó csatornákra. Az ilyen technológiával közzétett műsorok neve a podcast. A hordozható zenelejátszók egyre szélesebb körű elterjedésével a podcastok követése is 2004 vége körül vált népszerűvé.

## Elnevezése
A „Podcast” szó az iPod és a broadcast (jelentése: közvetít, sugároz) szavak összeolvadásából keletkezett, (Esetleg a program on demand (illetve a video on demand VOD) lehet a szó eredete, mely a nemlineáris műsorszolgáltatásra utal (szó szerint): műsor igény szerint vagyis a személyek saját szándék szerint választhatnak podcastokból téma szerint, illetve saját időbeosztásuknak megfelelően fogyaszthatnak tartalmat.) a „podcasting” kifejezés az ilyen jellegű műsorok készítését, illetve hallgatóként, nézőként való fogyasztását takarja. A kifejezés félrevezető lehet, mert a podcasting technológia használatának nem feltétele egy iPod vagy bármilyen specifikus hordozható zenelejátszó megléte.
A videóállományokat közzétevő podcastokat szokás „vodcast” néven is emlegetni, amely a „video on demand”, és a „broadcast” szavak összeolvadásából keletkezett.

## Használata
A felhasználó egy erre alkalmas kliensszoftver használatával feliratkozik a podcast XML-hírcsatornájára (RSS vagy Atom feed), mely hivatkozásokat tartalmaz a podcastot közzétevő szerverén található digitális médiaanyagokra. A szoftver – egy feedolvasóhoz hasonlóan – időről időre automatikusan ellenőrzi az XML-csatornát új epizódokért, és letölti az MP3 vagy videó-állományokat, melyek ezután internetkapcsolat nélkül is meghallgathatóak.
A számítógépen működő podcastkezelő programok egy része képes ezeket automatikusan átmásolni a csatlakoztatott hordozható médialejátszókra. A legtöbb okostelefon platformra is elérhetőek podcastok közvetlen letöltésére és meghallgatására, megtekintésére szolgáló alkalmazások. Az Apple Inc. az iOS rendszerű készülékein saját fejlesztésű alkalmazást is kínál „Podcasts” néven.

## Fajtái
Interjú podcastek: ez tulajdonképpen a legnépszerűbb podcast formátum. A csábító benne az alapfelállása: egy host leültet egy fontos iparági szereplőt, vagy egy ismertebb szakértőt és jól kikérdezi.
Scripted nonfiction: a scripted nonfiction idehaza nagyon ritka. A lényege, hogy egy előre megírt, nagyon részletes forgatókönyv alapján valós eseményeket dolgoznak fel. Ebben lehetnek megszólalók, de sohasem egy, és nem kifejezetten interjú jelleggel. A host szerepe itt az, hogy összefogja és összeszervezze a megszólalók/elemek között a logikai szálakat.
Hír(alapú) podcast: ebben a formátumban egy konkrét terület, vagy iparág legfontosabb híreit dolgozza fel a műsor. Úgy lehetne jobban leírni, mint egy kvázi hírműsort, amely a legfontosabb eseményeket dolgozza fel a számára kijelölt területről.
Oktatási podcastek: tipikusan a tanít valamit podcast. Új ismertet ad át a hallgatóinak. Egy megközelítésből ilyesmi a TED beszédeket összegző műsor is, vagy akár célját tekintve maguk a TED Talk-ok is.
Scripted fiction: az utolsó kategória a megszerkesztett, „igazi” forgatókönyvbe öntött kitalált történet.